# توت نده (مقاطعة دنا)
توت نده (بالفارسية: توت نده) هي قرية تقع في إيران في قسم توت ندة الريفي. يقدر عدد سكانها بـ 1,600 نسمة .